# Delia virgithorax
Delia virgithorax este o specie de muște din genul Delia, familia Anthomyiidae. A fost descrisă pentru prima dată de Stein în anul 1913.
Este endemică în Etiopia. Conform Catalogue of Life specia Delia virgithorax nu are subspecii cunoscute.